# 黄道十二宮の天使
黄道十二宮の天使（こうどうじゅうにきゅうのてんし）は、16世紀ドイツのオカルティスト、ハインリヒ・コルネリウス・アグリッパによって黄道十二宮と関連付けられた12の天使のことを指す。
アグリッパの主張する黄道十二宮の各宮と天使との対応、天使の階級ならびに亡者の階級は次の通りである。階級の最後の3つは、現世における信仰によって人間が達する霊的状態と言われている。
また、黄道十二宮の天使達は、元々はそれぞれの宮を守護する立場にいたが、堕天して宮を支配する悪魔と化したと言う説もある。

## 黄道十二宮の天使一覧
| 天使名       | 黄道十二宮 | 天使の階級                     | 関連 | 亡者の階級                                 |
| ------------ | ---------- | ------------------------------ | ---- | ------------------------------------------ |
| マルキダエル | 白羊宮     | 熾天使（セラフィム）           | 3月  | プセウドテイ（偽神）                       |
| アスモデル   | 金牛宮     | 智天使（ケルビム）             | 4月  | スピリトゥス・メンダキオルム（嘘つきの霊） |
| アムブリエル | 双児宮     | 座天使（スロウンズ）           | 5月  | ウァサ・イニクィタティス（不法の器）       |
| ムリエル     | 巨蟹宮     | 主天使（ドミニオンズ）         | 6月  | ウルトレス・スケロルム（犯罪の復讐者）     |
| ウェルキエル | 獅子宮     | 力天使（ヴァーチャーズ）       | 7月  | プラエスティギアトレス（奇蹟の模倣者）     |
| ハマリエル   | 処女宮     | 能天使（パワーズ）             | 8月  | アエリアエ・ポテスタテス（空の軍勢）       |
| ズリエル     | 天秤宮     | 権天使（プリンシパリティーズ） | 9月  | フリアエ（復讐の女神）                     |
| バルビエル   | 天蠍宮     | 大天使（アークエンジェルズ）   | 10月 | クリミナトレス（中傷者）                   |
| アドナキエル | 人馬宮     | 天使（エンジェルズ）           | 11月 | テンタトレス・マリゲニー（悪の誘惑者）     |
| ハナエル     | 磨羯宮     | 罪無き者（イノセンツ）         | 12月 | マレフィキ（犯罪者）                       |
| ガムビエル   | 宝瓶宮     | 殉教者（マーターズ）           | 1月  | アポスタタエ（背教者）                     |
| バキエル     | 双魚宮     | 証聖者（コンフェッサーズ）     | 2月  | インフィデレス（不誠実な者）               |